# 4611-es mellékút (Magyarország)
A 4611-es számú mellékút egy bő húsz kilométer hosszú, négy számjegyű mellékút Pest vármegye keleti határvidékén; Nagykőröst kapcsolja össze Abonnyal és a 4-es főút térségével, illetve a két város közt elhelyezkedő Törtel községgel.

## Nyomvonala
A 4-es főútból ágazik ki, annak 86+250-es kilométerszelvényénél, Abony központjában. Kezdeti szakasza nagyjából déli irányban vezet, a Szilágyi Erzsébet utca nevet viselve, ez azonban alig száz méteren át húzódik, utána keresztirányban szétágazik: kelet felé a 4612-es út indul (hogy egyetlen sarok után délnek vezessen tovább Szolnok és Tószeg határvidékéig), a 4611-es pedig nyugat-délnyugati irányban folytatódik, Nagykőrösi út néven. Nem sokkal ezután ez az út is délebbi irányt vesz, és majdnem pontosan délnyugat felé húzódik, amikor, 1,3 kilométer után kilép a lakott területek közül. Kevéssel a 2. kilométere után keresztezi a Budapest–Záhony-vasútvonalat.
6,3 kilométer után átlépi Abony és Törtel határvonalát, 8,7 kilométer megtételét követően pedig eléri a település lakott területét; ott az Abonyi út nevet viseli. 9,3 kilométer után egy elágazáshoz ér: a 4609-es úttal találkozik, amely itt nagyjából északnyugat-délkeleti irányban húzódik, Ceglédtől Tiszajenő felé. Innen a 4611-es északnyugat felé fordul, egy saroknyi közös szakasza következik a másik úttal, kilométer-számozás tekintetében egymással ellenirányban, Jászkarajenői út néven. Alig 300 méter után különválnak egymástól, a 4611-es ismét délnyugatnak folytatódik, Dózsa György út néven. A község déli részén két derékszögű irányváltása következik, a neve ezeknek megfelelően előbb Szent István út, majd Kőrösi út lesz; ezen a néven, délnyugat felé húzódva hagyja el Törtel lakott területét, majdnem pontosan a 12. kilométerénél.
A 14. kilométerénél éri el Nyársapát keleti határszélét, innen egy darabig a két település határvonalát kíséri, majd a 16+300-as kilométerszelvénye előtt teljesen nyársapáti területre lép. A község lakott területeit azonban nem érinti: majdnem pontosan másfél kilométer után, a 17+800-as kilométerszelvényétől már Nagykőrös közigazgatási területén húzódik tovább. A 4613-as útba beletorkollva ér véget, annak 4+400-as kilométerszelvénye közelében.
Teljes hossza, az országos közutak térképes nyilvántartását szolgáló kira.gov.hu adatbázisa szerint 20,346 kilométer.

## Települések az út mentén
- Abony
- Törtel
- (Nyársapát)
- Nagykőrös

## Története
1934-ben már mellékútként kialakított út volt.